# Erebia abetonica
Erebia abetonica är en fjärilsart som beskrevs av Ruggero Verity 1919. Erebia abetonica ingår i släktet Erebia och familjen praktfjärilar. Inga underarter finns listade i Catalogue of Life.